# آنالین مک‌کرد
آنالین مک‌کُرد (انگلیسی: AnnaLynne McCord؛ زادهٔ ۱۶ ژوئیهٔ ۱۹۸۷) یک هنرپیشه اهل ایالات متحده آمریکا است. وی از سال ۲۰۰۲ میلادی تاکنون مشغول فعالیت بوده‌است.

## گزیدهٔ آثار

### سینما
- ترانسپورتر ۲ (۲۰۰۵)
- اسلحه (۲۰۱۰)
- خونریزی (۲۰۱۱)
- تحقیرشده (۲۰۱۲)
- اخراج
- انتقام یک سرباز (۲۰۲۰)

### تلویزیون
- بورلی هیلز ۹۰۲۱۰ (۲۰۱۳–۲۰۰۸)
- سی‌اس‌آی: میامی (۲۰۰۷)
- بتی بی‌ریخته (۲۰۰۷)